# Yves Manguy
Yves Manguy, né le 31 mai 1937 à Couture-d'Argenson et mort le 7 septembre 2022 à  Poitiers, est un agriculteur, syndicaliste agricole, militant écologiste et homme politique. Il est le premier porte-parole du syndicat agricole français Confédération paysanne à sa création en 1987, et ce jusqu'en 1989.

## Biographie
Fils de métayer et agriculteur lui-même, il s'est installé sous le régime du fermage en 1966 ; il est maintenant retraité de la branche professionnelle de cette activité.
Dans la fin des années 1960, à 14 ans, il est militant de la Jeunesse agricole chrétienne. De 1968 à 1970, il milite au Cercle national des jeunes agriculteurs (CNJA) devenu par la suite le syndicat Jeunes agriculteurs (JA), il fera partie ensuite des dissidents de ce syndicat dans le courant paysans-travailleurs car farouche opposant au productivisme agricole. Il a été à l'origine de la création de la Coordination Nationale de Défense des Semences Fermières (CNDSF), organisation qui milite pour la préservation des semences paysannes.
Le combat d'Yves Manguy contre la mainmise des multinationales sur les semences le conduit à participer au mouvement des Faucheurs volontaires  qui, à partir de l'été 2004, lance des opérations de désobéissance civile au cours desquelles des centaines de personnes participent à des destructions non violentes de parcelles de plantes transgéniques.
En janvier 2008, il a été un des grévistes de la faim auprès de José Bové.
Il milite aussi pour une utilisation durable de l'eau.
En 2013 il reçoit le diplôme de l'Ordre national du Mérite agricole ayant refusé la médaille.
Il meurt le 7 septembre 2022, à l’âge de 85 ans.

## Mandats électifs
Il est maire de Londigny, en Charente, jusqu'en mars 2008. Dans le cadre de cette fonction, il milite et obtient une indemnisation pour les communes traversées par la LGV.
Il est adhérent à Europe Écologie Les Verts  et signataire d'Europe Écologie[pas clair].

## Ouvrages
- La confédération paysanne, 2003, avec José Bové